# CS Volei Alba-Blaj
 CS Volei Alba-Blaj – żeński klub piłki siatkowej z Rumunii. Swoją siedzibę ma w Blaju i został założony w 2011 roku.

## Sukcesy
Mistrzostwo Rumunii:
- 2015, 2016, 2017, 2019, 2020, 2022[2], 2023[3], 2025[4]
- 2018, 2021, 2024[5]
- 2014

Puchar Rumunii:
- 2017, 2019, 2021, 2022[6], 2025[7]

Liga Mistrzyń:
- 2018

Puchar CEV:
- 2019, 2023[8], 2025[9]

Puchar Challenge:
- 2021

Superpuchar Rumunii:
- 2021, 2023[10]

## Kadra

### Sezon 2023/2024[11]
- 1.  Katarina Jović
- 2.  Andra-Elena Cojocaru
- 4.  Łora Kitipowa (od 27.11.2023)
- 5.  Iman Isanović (od 08.01.2024)
- 6.  Jovana Kocić
- 7.  Raisa-Laura Ioan
- 8.  Britt Rampelberg
- 9.  Lidia-Paula Partnoi
- 10.  Iarina-Luana Axinte
- 11.  Anneclaire Ter Brugge (do 30.12.2023)
- 12.  Bogumiła Biarda
- 13.  Daria Maria Ocenic
- 15.  Isidora Kockarević
- 16.  Lea Deak
- 17.  Drussyla Costa
- 18.  Nneka Onyejekwe

### Sezon 2022/2023
- 1.  Gergana Dimitrowa
- 2.  Andra-Elena Cojocaru
- 3.  Nađa Ninković
- 4.  Georgiana Faleș
- 5.  Sorina Miclăuș
- 6.  Jovana Kocić
- 7.  Raisa-Laura Ioan
- 8.  Bojana Milenković
- 9.  Wiktorija Russu
- 10.  Iarina-Luana Axinte
- 11.  Andrea Kossanyiová
- 15.  Andreea Ispas
- 16.  Jovana Ćirković
- 17.  Dajana Bošković (od 09.01.2023)
- 19.  Slađana Mirković

### Sezon 2021/2022
- 1.  Gergana Dimitrowa
- 2.  Milica Ivković
- 3.  Nađa Ninković
- 5.  Sorina Miclăuș
- 6.  Olga Strandzali
- 9.  Wiktorija Russu
- 11.  Andra-Maria Artin
- 12.  Jovana Kocić
- 13.  Denisa-Ștefania Cheluță
- 14.  Roxana-Daiana Roman
- 15.  Andreea Ispas
- 16.  Jovana Ćirković
- 18.  Slađana Mirković

### Sezon 2020/2021
- 1.  Ioana Baciu
- 3.  Francesca Alupei
- 5.  Irina Malkowa
- 6.  Regan Scott (od 10.01.2021)
- 7.  Ana Antonijević
- 8.  Maja Aleksić
- 9.  Aleksandra Spasenić
- 10.  Adelina Ramona Rus
- 12.  Jovana Kocić
- 13.  Denisa Ștefania Cheluță
- 14.  Réka Bleicher
- 15.  Francesca Ioana Alupei
- 16.  Bojana Čelić-Marković
- 17.  Silvija Popović
- 18.  Bojana Milenković

### Sezon 2019/2020
- 1.  Ioana Baciu
- 2.  Kirsten Knip
- 3.  Nađa Ninković
- 4.  Noemi Oiwoh
- 7.  Femke Stoltenborg
- 8.  Maja Aleksić
- 10.  Adelina Ramona Rus
- 11.  Sanja Gamma
- 12.  Bianka Buša
- 13.  Denisa Ștefania Cheluță
- 14.  Aleksandra Ćirović
- 15.  Francesca Ioana Alupei
- 16.  Sanja Gommans
- 17.  Silvija Popović

### Sezon 2018/2019
- 1.  Ioana Baciu
- 2.  Maja Aleksić
- 3.  Nađa Ninković
- 4.  Ana Lazarević
- 6.  Sonja Newcombe
- 7.  Łora Kitipowa
- 8.  Suzana Ćebić
- 9.  Lucie Smutná
- 10.  Adelina Ramona Rus
- 11.  Katerina Zhidkova
- 12.  Marija Karakaszewa
- 14.  Aleksandra Ćirović
- 15.  Sara Hutinski
- 16.  Marina Vujović
- 17.  Wiktorija Delros
- 18.  Nneka Onyejekwe

### Sezon 2017/2018
- 1.  Adelina Ramona Rus
- 2.  Adina Salaoru
- 3.  Andreea Tămaș
- 4.  Mariana Aquino
- 5.  Nataša Krsmanović
- 6.  Tijana Malešević
- 7.  Sławina Kolewa
- 8.  Petja Barakowa
- 9.  Aleksandra Crnčević
- 10.  Ana Cleger
- 13.  Selime İlyasoğlu
- 15.  Lena Möllers
- 16.  Marina Vujović
- 17.  Linda Morales
- 18.  Nneka Onyejekwe
- 19.  Jennifer Álvarez

### Sezon 2016/2017
- 1.  Martina Šamadan
- 2.  Adina Salaoru
- 3.  Nađa Ninković
- 4.  Samara Rodrigues de Almeida
- 5.  Lisa Kramer
- 6.  Ana-Maria Berdilă
- 7.  Ana Antonijević
- 8.  Ana Grbac
- 9.  Dubravka Đurić
- 14.  Rebecka Lazic
- 15.  Tacciana Markiewicz
- 16.  Marina Vujović
- 18.  Nneka Onyejekwe

### Sezon 2015/2016
- 2.  Adina Salaoru
- 3.  Jovana Vesović
- 4.  Leticia Boscacci
- 5.  Denisa Viloiu
- 6.  Ana-Maria Berdilă
- 8.  Ana Grbac
- 9.  Dubravka Đurić
- 11.  Ioana Nemțanu
- 13.  Valentina Rusu
- 15.  Adriana Bobi
- 16.  Marina Vujović
- 17.  Ivana Plchotová
- 18.  Jelena Alajbeg